# Region Viamala
Die Region Viamala (rätoromanisch (sutselvisch) Veiasmalas) ist eine Verwaltungseinheit des Kantons Graubünden in der Schweiz, die durch die Gebietsreform auf den 1. Januar 2017 entstand. 
Bis auf die Gemeinde Mutten (wechselte auf den 1. Januar 2017 vom Bezirk Albula) ist die Region Viamala mit dem bis zum 31. Dezember 2016 bestehenden Bezirk Hinterrhein identisch. Allerdings wurden die Kreise Avers, Rheinwald, Schams und Thusis auf den 31. Dezember 2016 aufgelöst, der Kreis Domleschg blieb noch bis zum 31. Dezember 2017 für überkommunale Aufgaben weiter bestehen.

## Einteilung
Zur Region Viamala gehören folgende Gemeinden:
Stand: 1. Januar 2021
| Wappen             | Name der Gemeinde  | Einwohner (31. Dezember 2023) | Fläche in km² | Einw. pro km² |
| ------------------ | ------------------ | ----------------------------- | ------------- | ------------- |
| Andeer             | Andeer             | 926                           | 46,30         | 20            |
| Avers              | Avers              | 168                           | 93,14         | 2             |
| Cazis              | Cazis              | 2416                          | 31,18         | 77            |
| Domleschg          | Domleschg          | 2219                          | 45,94         | 48            |
| Ferrera            | Ferrera            | 82                            | 75,46         | 1             |
| Flerden            | Flerden            | 254                           | 6,09          | 42            |
| Fürstenau          | Fürstenau          | 349                           | 1,32          | 264           |
| Masein             | Masein             | 532                           | 4,20          | 127           |
| Muntogna da Schons | Muntogna da Schons | 371                           | 53,59         | 7             |
| Rheinwald          | Rheinwald          | 576                           | 136,81        | 4             |
| Rongellen          | Rongellen          | 61                            | 2,02          | 30            |
| Rothenbrunnen      | Rothenbrunnen      | 312                           | 3,11          | 100           |
| Scharans           | Scharans           | 838                           | 14,29         | 59            |
| Sils im Domleschg  | Sils im Domleschg  | 966                           | 9,28          | 104           |
| Sufers             | Sufers             | 151                           | 34,62         | 4             |
| Thusis             | Thusis             | 3459                          | 16,77         | 206           |
| Tschappina         | Tschappina         | 140                           | 24,67         | 6             |
| Urmein             | Urmein             | 163                           | 4,32          | 38            |
| Zillis-Reischen    | Zillis-Reischen    | 419                           | 24,48         | 17            |
| Total (19)         | Total (19)         | 14'402                        | 627,59        | 23            |

## Veränderungen im Gemeindebestand

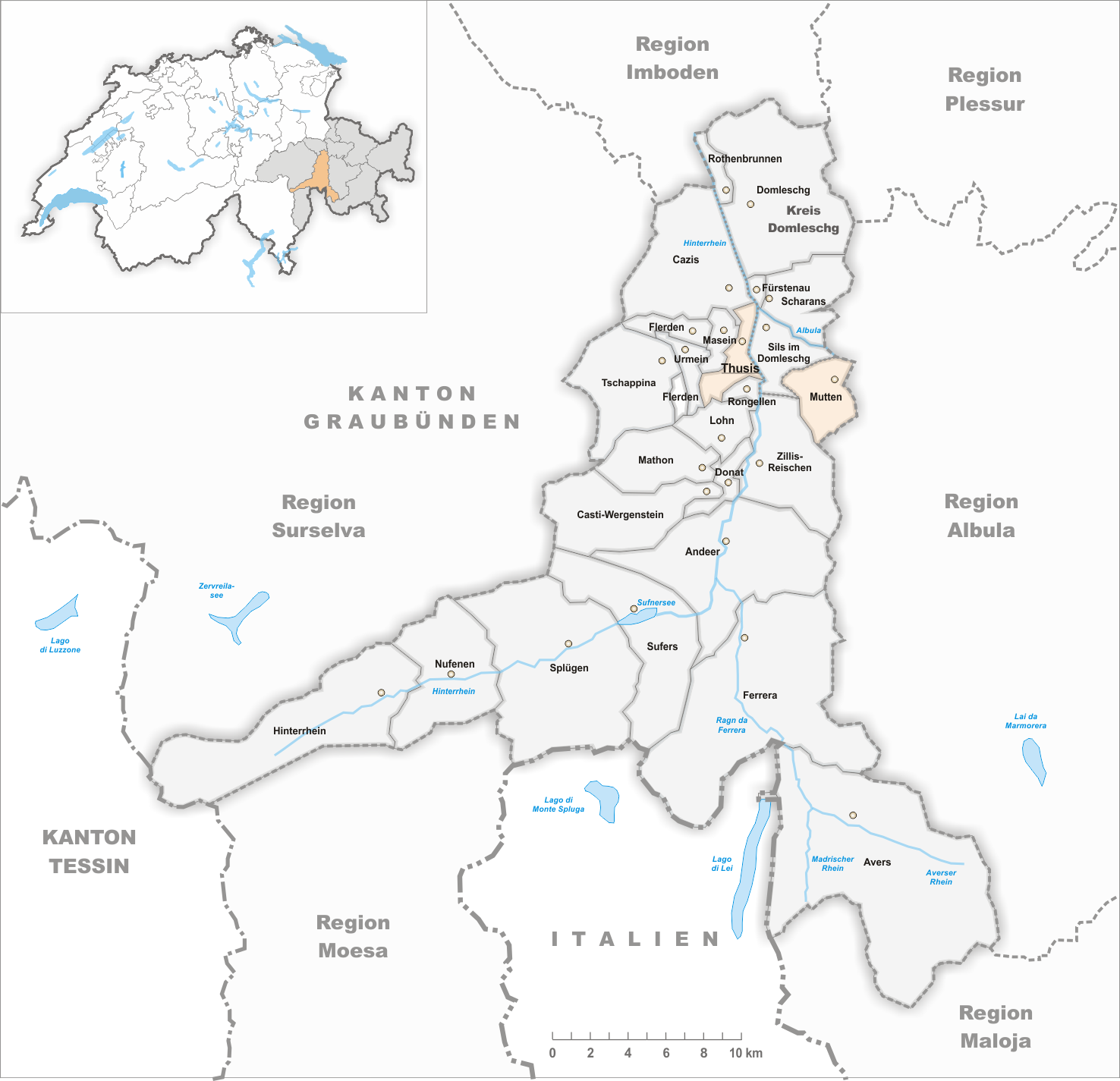
Gemeinden bis 2017
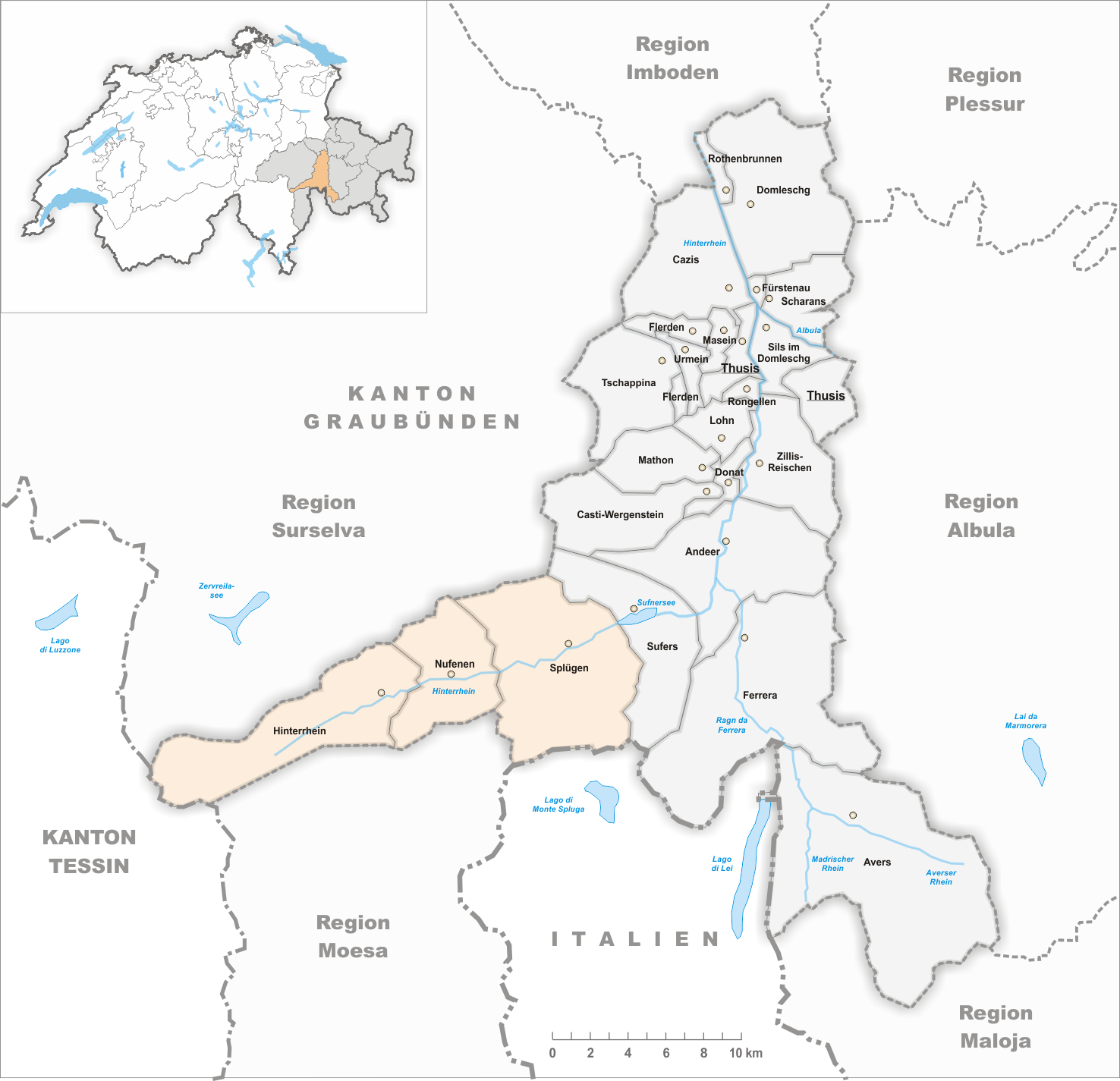
Gemeinden bis 2018
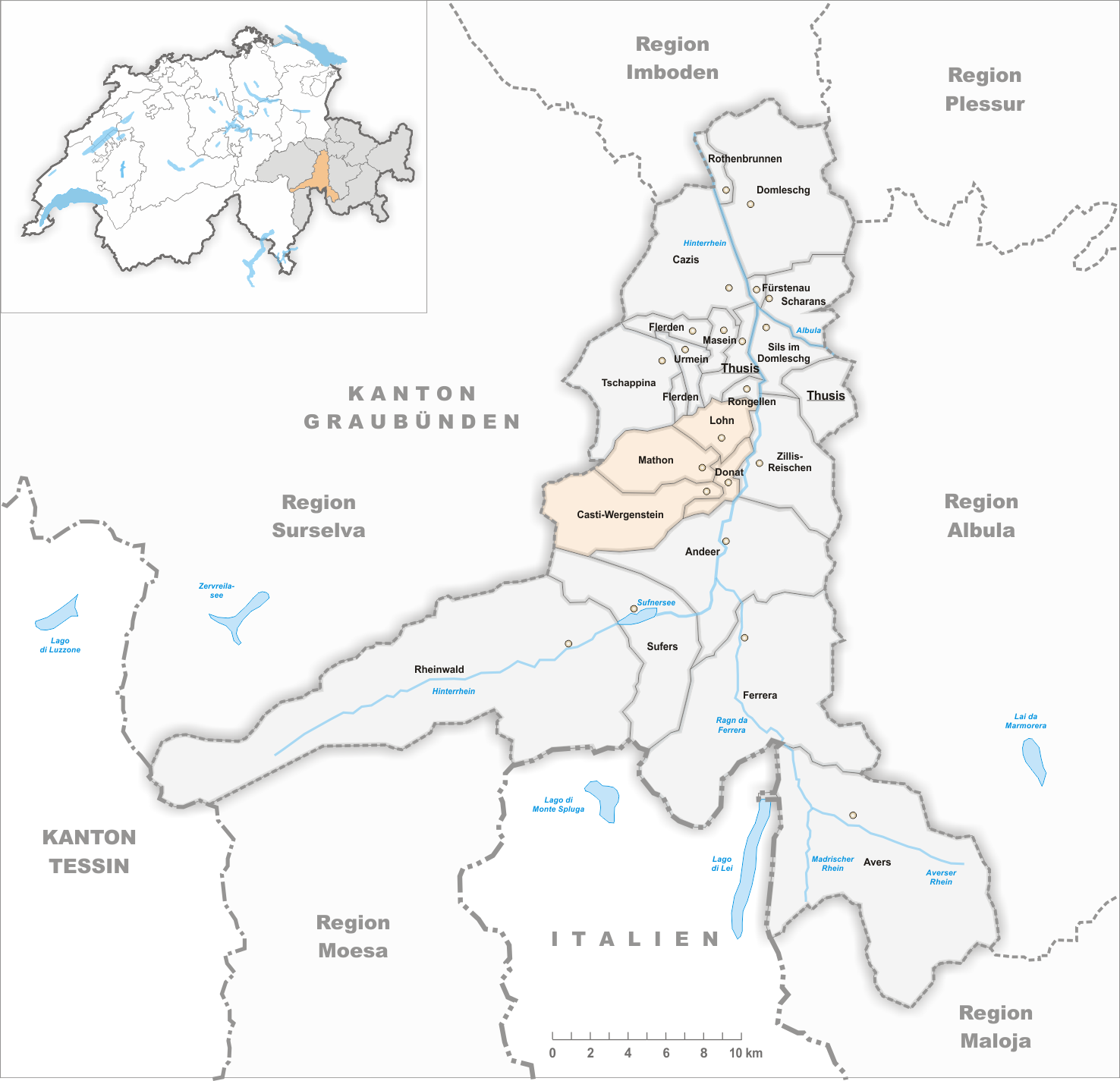
Gemeinden bis 2020

- 2018: Fusion Mutten und Thusis → Thusis

- 2019: Fusion Hinterrhein, Nufenen und Splügen → Rheinwald

- 2021: Fusion Casti-Wergenstein, Donat, Lohn und Mathon → Muntogna da Schons